# Joachim Martin Falbe

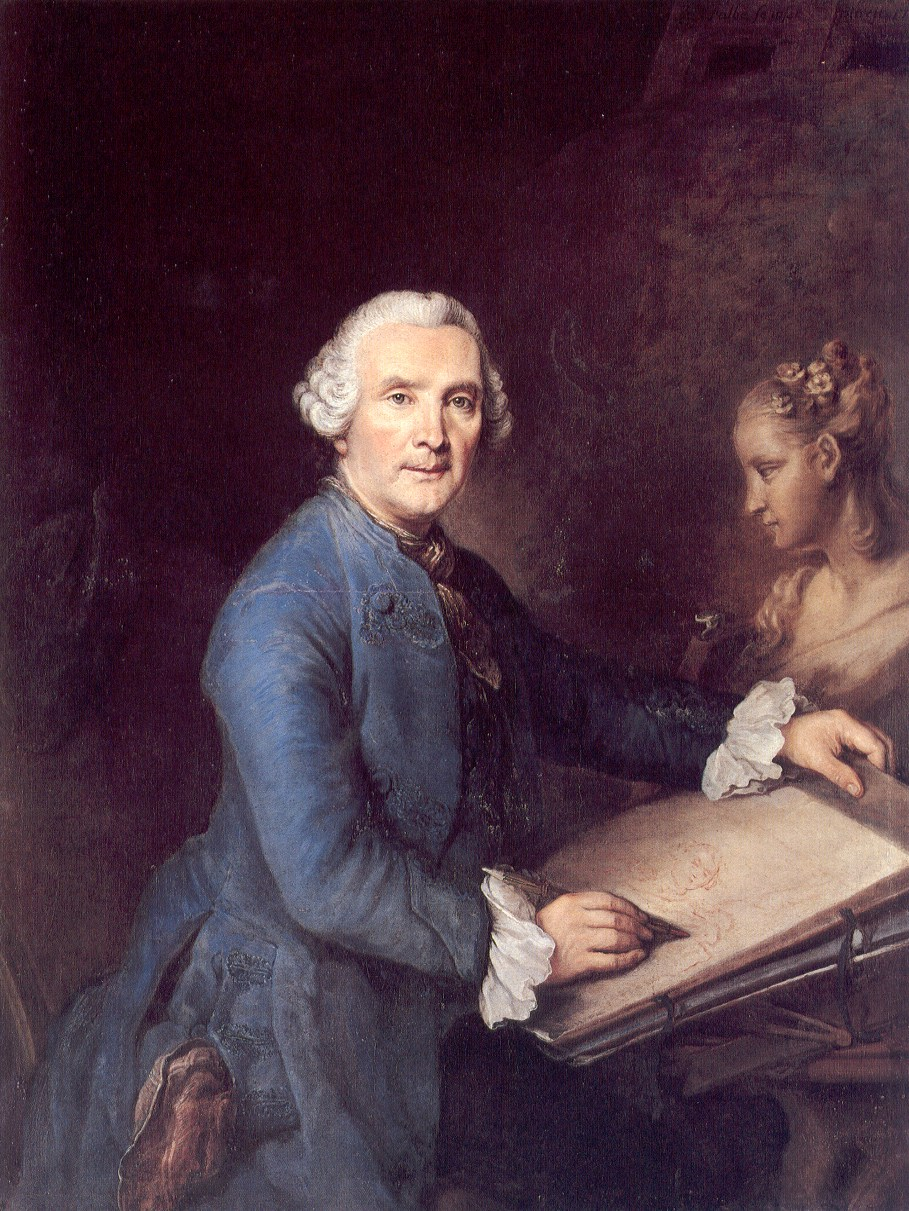
Joachim Martin Falbe, Selbstbildnis, 1761

Joachim Martin Falbe (* 11. Juni 1709 in Berlin; † 22. März 1782 ebenda) war ein deutscher Bildnismaler, Radierer und Zeichner sowie preußischer Hofmaler.

## Leben
Joachim Martin Falbe begann seine Lehre 1730 bei Johann Harper und vollendete die Malerausbildung ab 1733 bei Antoine Pesne, dessen Meisterschüler er war. Auf Pesnes Vermittlung erhielt Falbe eine Anstellung am Hof des Fürsten August Ludwig von Anhalt-Köthen, der ihn bei seiner Abreise 1739 zu seinem Hofmaler ernannte.
Zurück in Preußen, erhielt er im selben Jahr die Auszeichnung zum königlichen Hofmaler. Von 1756 bis 1782 war Falbe Ehrenmitglied der Berliner Königlich-Preußischen Akademie der Künste und mechanischen Wissenschaften, Sektion für die Bildenden Künste. Zudem führte er die von Abraham Humbert zusammengetragenen Nachrichten von verschiedenen Künstlern, welche von [der] Zeit Friedrich Wilhelm des Großen, […] und denen ihm folgenden Königen, in Berlin gelebet und gearbeitet haben, theils noch leben […] bis in seine Zeit weiter aus, die 1768 in Leipzig von Carl Heinrich von Heineken unter dem Titel Nachrichten von Künstlern und Kunstsachen im ersten Band publiziert wurden.
Joachim Martin Falbe arbeitete insgesamt 15 Jahre in Antoine Pesnes Werkstatt. Die beiden Hofmaler verband eine enge Freundschaft und gegenseitige Wertschätzung, die so hoch war, dass ihm Pesne 1757 auf dem Totenbett die Vollendung seiner nicht fertiggestellten Gemälde anvertraute. Falbe malte hauptsächlich Porträts, in denen er die Personen, dem Zeitgeschmack folgend, bürgerlich und realistisch darstellte, entgegen Pesne, der die repräsentative höfische Bildnisdarstellung beherrschte. Neben der hervorragenden Materialwiedergabe war Falbes Blick ganz auf die Persönlichkeit gerichtet – dieser Sinn für das Charaktervolle ist ein wesentlicher Zug seiner Porträtkunst.
Nach Falbes Porträtgemälden stachen Daniel Berger, Johann Ernst Gericke und Georg Friedrich Schmidt Kupferstiche. Radierungen fertigte er nur wenige an. Einige Köpfe radierte er im Stil Rembrandts, der in seinen Werken menschliche Gemütszustände wiedergab. Ferner radierte er in den 1750er Jahren Zeichnungen von Rembrandt und Christian Wilhelm Dietrich.

## Werke (Auswahl)
- Die Heilige Familie mit zwei Engeln, 1742
- Henriette Amalie von Anhalt-Dessau (1720–1793), um 1740–1745
- Bildnis Graf von Lüttichauum, 1745 (Gemäldegalerie Alte Meister, Dresden)
- Die Vase mit dem Ziegenkopf, Radierung, 1750
- Die Vase mit dem Leopardenfell, Radierung, 1750
- Marthe de Rocoulle, die Erzieherin Friedrichs des Großen (Schloss Sanssouci, Potsdam)
- Alte Frau mit einem Gebetbuch in den Händen, Radierung, um 1750/52
- Bildnis einer alten Dame, um 1755 (Germanisches Nationalmuseum, Nürnberg)
- Feldmarschall Johann von Lewald, um 1760
- Selbstbildnis, 1761 (Jagdschloss Grunewald, Berlin)
- Bankier David Splitgerber, um 1764 (für Gebr. Schickler, Berlin)
- Friedrich der Große (für den Sitzungssaal des Magistrats im Rathaus der Stadt Berlin)
- Ein adeliges Paar, 1766
- Altargemälde mit der Gethsemane-Geschichte in der evangelischen Kirche Lübkow (heute OT von Penzlin)
- Heinrich von Cocceji mit Ehefrau Maria Salome
- Radierungen: Köpfe, eine Folge von 6 Gartenvasen, 2 große Hippokampen

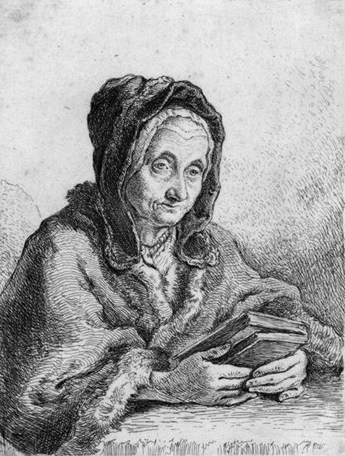
Alte Frau mit einem Gebetbuch in den Händen, um 1750/52
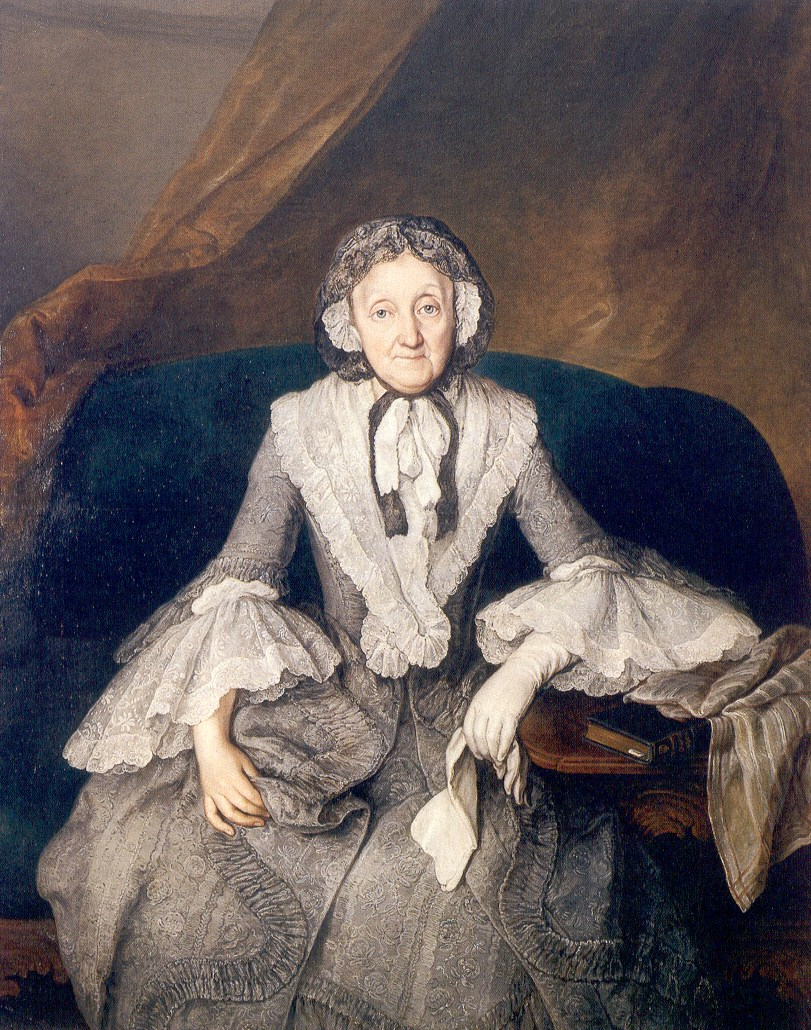
Bildnis einer alten Dame, um 1755
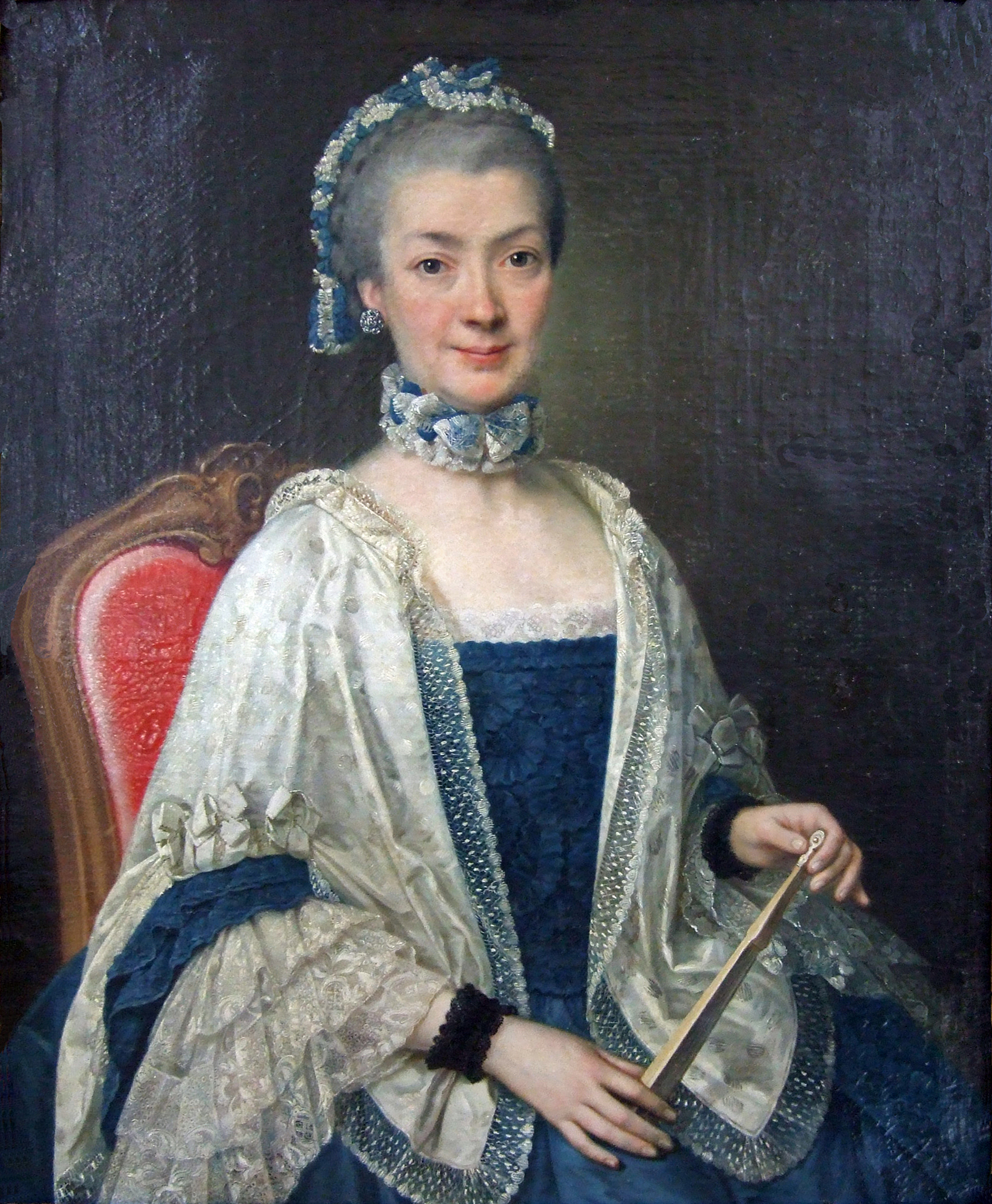
Dame im Spitzenumhang, um 1765

## Weblink
| Personendaten    | Personendaten                    |
| ---------------- | -------------------------------- |
| NAME             | Falbe, Joachim Martin            |
| KURZBESCHREIBUNG | Bildnismaler, Radierer, Zeichner |
| GEBURTSDATUM     | 11. Juni 1709                    |
| GEBURTSORT       | Berlin                           |
| STERBEDATUM      | 22. März 1782                    |
| STERBEORT        | Berlin                           |